# Sitkatrast
Sitkatrast (Ixoreus naevius)  är en tätting i familjen trastar som förekommer i nordvästra Nordamerika.

## Kännetecken

### Utseende
Sitkatrasten är en relativt stor trast, 19-26 centimeter lång. Den är jämnstor med vandringstrasten men har kortare stjärt och är mer satt. Fjäderdräkten är vackert orange och svart. Adult hane är mörkt blågrå ovan och djupt orange under med ett sotsvart bröstband och ett orange streck över och bakom ögat. Vingarna är svartaktiga med två orange vingband och orange kanter på vingpennprna. Honan har samma mönster som hanen men är blekare gråbrun.

### Läte
Hanen sjunger en ödslig, vacker och enkel visslande ton som upprepas efter några sekunder, från en hög och exponerad sångplats, vanligtvis toppen av ett barrträd.

## Utbredning och systematik
Sitkatrast beskrevs första gången 1789 av den tyska naturalisten Johann Friedrich Gmelin. Tidigare har den placerats i det stora trastsläktet Zoothera, men förs idag till det egna släktet Ixoreus. DNA-studier visar att arten tillhör en grupp med amerikanska små trastar i släktena Catharus, Ridgwayia, Cichlopsis, Entomodestes och Hylocichla.
Fågeln delas upp i tre underarter med följande utbredning:
- Ixoreus naevius naevius – häckar från sydöstra Alaska till kustområdena i nordvästra Kalifornien; övervintrar så långt söderut som södra Kalifornien.
- Ixoreus naevius meruloides – häckar från norra Alaska och nordvästra Kanada till nordvästra USA; övervintrar så långt söderut som till västra centrala USA.
- Ixoreus naevius carlottae – häckar på Haida Gwaii utanför sydvästra Kanadas kust.

Vissa urskiljer även underarten godfreii med utbredning från västra Kanadas inland till nordvästra USA:s inland.
Vintertid är de sällsynta men regelbundna besökare i nordöstra USA.

### Sitkatrasten i Europa
Arten är en mycket sällsynt gäst i Europa med endast två fynd: en ung hane i Nanquidno i engelska Cornwall 14 november 1982 samt en hane i isländska Hjaltastaðaþinghá 3 maj 2004.

## Levnadssätt
Sitkatrasten häckar i undervegetationen i fuktiga barr- och blandskogar. Vintertid ses den ofta i täbevuxna parker och trädgårdar. Fågeln ses hoppa på marken eller lågt ner i buskar och träd på jakt efter insekter och andra leddjur sommartid, nötter och frukt vintertid.

### Häckning
Honan bygger boet som placeras utmed stammen på ett litet barrträd, vanligtvis tre till fyra meter ovan mark och ofta nära eller direkt ovanpå ett gammalt bo. Däri lägger hon en till två kullar med ett till sex ljusblå ägg som ruvas i tolv dagar. Ungarna är flygga 13-15 dagar efter kläckning.

## Status och hot
Arten har ett stort utbredningsområde och en stor population, men tros minska i antal, dock inte tillräckligt kraftigt för att den ska betraktas som hotad. Internationella naturvårdsunionen IUCN kategoriserar därför arten som livskraftig (LC). Världspopulationen uppskattas till 20 miljoner häckande individer.  Arten har minskat med 73% mellan 1966 och 2015.

## Namn
Sitka är en stad i Alaska.